# Venguerovka
Venguerovka - Венгеровка (rus) - és un poble de l'óblast de Bélgorod, a Rússia. El 2021 tenia 829 habitants. Pertany al districte (raion) de Rakítnoie.